# Pseudolepicoleaceae
Pseudolepicoleaceae là một họ rêu trong bộ Jungermanniales.

## Loài
- Archeophylla
- Castanoclobos
- Chaetocolea
- Herzogiaria
- Isophyllaria
- Pseudolepicolea
- Temnoma